# 45737 Benita
45737 Benita este un asteroid din centura principală de asteroizi.

## Descriere
45737 Benita este un asteroid din centura principală de asteroizi. A fost descoperit pe 22 aprilie 2000 la Boca Raton de B. A. Segal. El prezintă o orbită caracterizată de o semiaxă mare de 3,19 ua, o excentricitate de 0,05 și o înclinație de 10,2° în raport cu ecliptica.